# Bicupolă pătrată giroalungită
În geometrie bicupola pătrată giroalungită este un poliedru convex construit prin giroalungirea unei bicupole pătrate (fie o ortobicupolă pătrată, J28, fie o girobicupolă pătrată, J29) prin inserarea unei antiprisme octogonale între cele două jumătăți. Este poliedrul Johnson J45.
Bicupola pătrată giroalungită este unul dintre cele cinci poliedre Johnson care sunt chirale, ceea ce înseamnă că au o formă „pe stânga” și una „pe dreapta”. În imaginile de mai jos, fiecare față pătrată din imaginea din stânga este conectată printr-o cale de două fețe triunghiulare de o față pătrată de sus și la stânga. În figura cu chiralitate opusă (imaginea în oglindă a figurii ilustrate), fiecare față pătrată de jos este conectată la o față pătrată de sus și la dreapta. Cele două forme chirale ale lui J45 nu sunt considerate poliedre Johnson diferite.

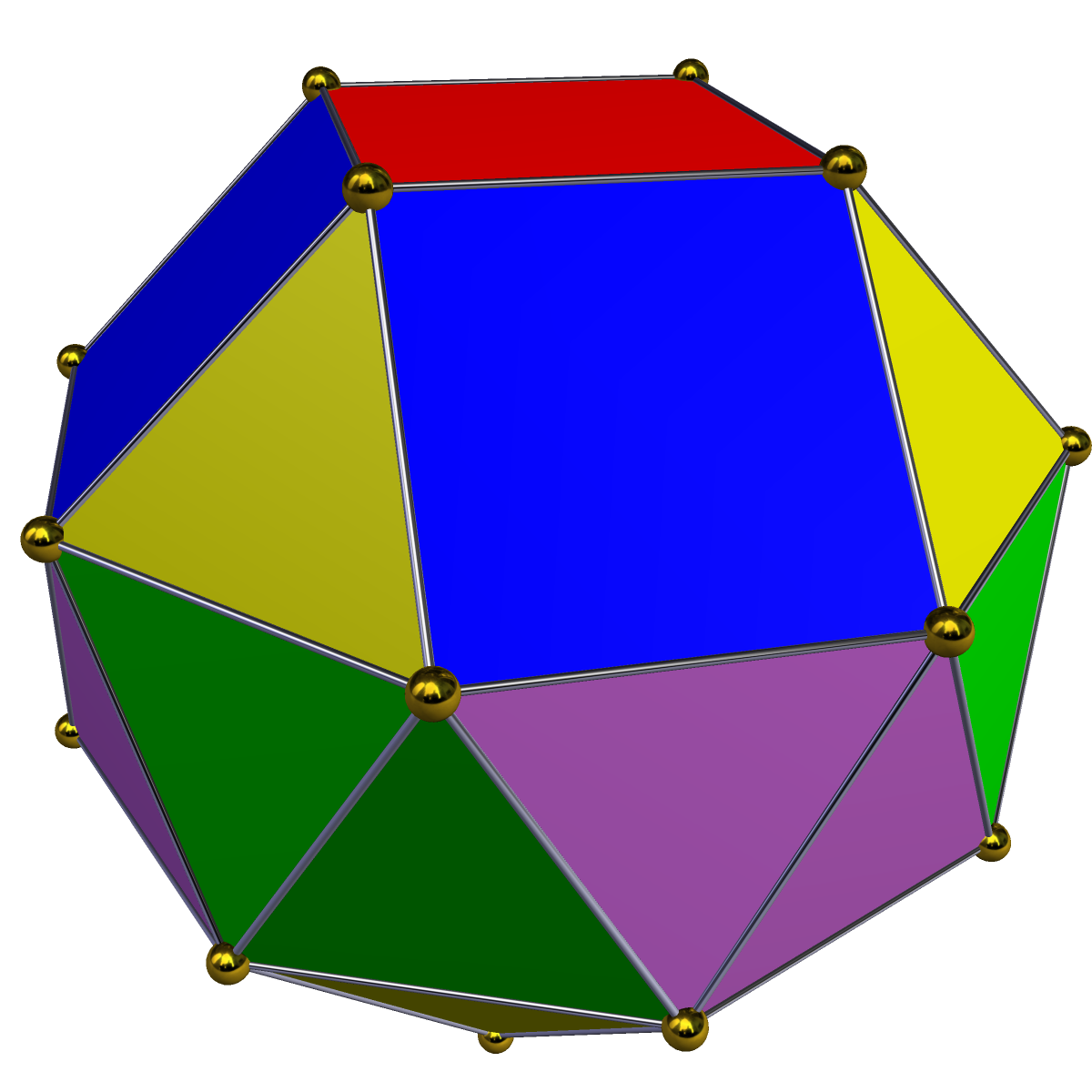
varianta „pe stânga”
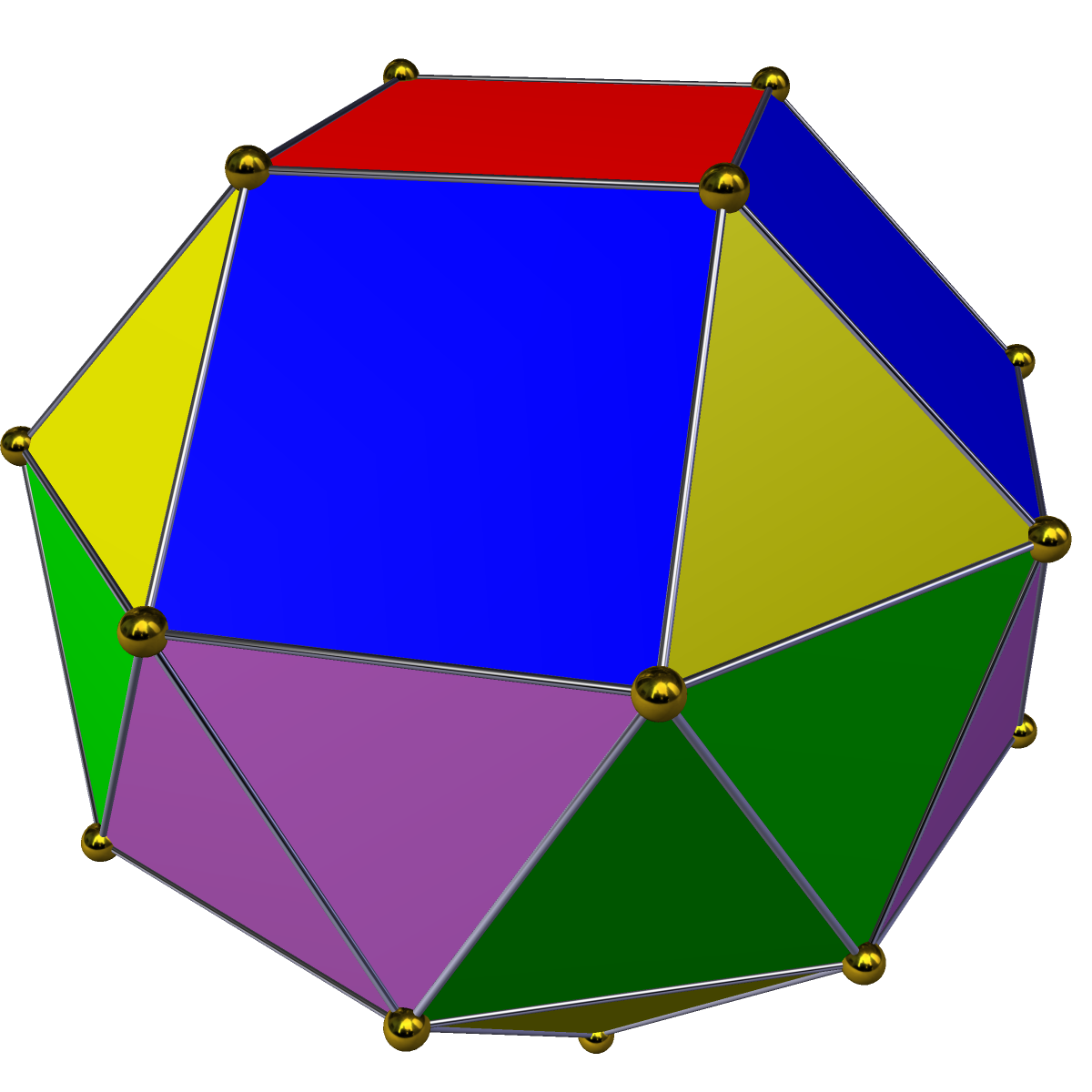
varianta „pe dreapta”

## Mărimi asociate
Următoarele formule pentru arie, A și volum, V sunt stabilite pentru lungimea laturilor tuturor poligoanelor (care sunt regulate) a:
Aria este suma ariei ortobicupolei pătrate plus aria celor 16 triunghiuri ale antiprismei octogonale:
{\displaystyle A=A_{J28}+16A_{\{3\}}=\left(10+6{\sqrt {3}}\right)a^{2}\approx 20,392305~a^{2}.}
Volumul este suma volumelor ortobicupolei pătrate plus a antiprismei octogonale:
{\displaystyle V=V_{J28}+V_{s\{2,16\}}={\frac {2}{3}}\left(3+{\sqrt {2}}\left(2+{\sqrt {2+{\sqrt {2}}+{\sqrt {146+103{\sqrt {2}}}}}}\;\right)\right)a^{3}\approx 8,153575~a^{3}.}